# Jiang Jialiang
Jiang Jialiang (江嘉良, Zhongshan, 3 maart 1964) is een Chinees professioneel tafeltennisser. Hij werd in Göteborg 1985 en New Delhi 1987 twee keer achter elkaar wereldkampioen enkelspel. Dat jaar schreef hij met de nationale ploeg tevens zijn tweede en derde wereldtitel in het toernooi voor mannenteams op zijn naam, dat hij in Tokio 1983 voor het eerst won. Jiang won in 1984 de World Cup enkelspel. In 2001 werd hij opgenomen in de ITTF Hall of Fame.
Jiang werd vijf keer wereldkampioen, maar miste drie kansen op nog een titel. In 1983 verloor hij samen met Xie Saike de finale in het dubbelspel voor mannen van het Joegoslavische koppel Zoran Kalinić/Dragutin Šurbek. In 1987 moest hij genoegen nemen met zilver in de WK-finale van het gemengd dubbelspel achter zijn landgenoten Hui Jun en Geng Lijuan. Jiang bereikte met het Chinese mannenteam in Dortmund 1989 voor de vierde keer op rij de finale van het ploegentoernooi. De Zweden Jörgen Persson, Mikael Appelgren, Jan-Ove Waldner, Erik Lindh en Peter Karlsson maakten echter een einde aan hun reeks eindzeges.
Jiang won tijdens zijn zeven deelnames aan de World Cup enkelspel vier keer eremetaal. Zijn succesvolste toernooi was dat in Kuala Lumpur van 1984, dat hij won. Hij bereikte in Port of Spain 1986 en Macau 1987 opnieuw de finale, maar verloor beide keren van landgenoten. De eerste keer van Chen Longcan, vervolgens van Teng Yi. Zowel in 1985 als 1988 moest Jiang genoegen nemen met brons. Namens China nam hij deel aan de Olympische Zomerspelen 1988, maar strandde daar in zowel het enkel- als dubbelspel op een vijfde plaats.
- Gemeinsame Normdatei: 1154604802
- Virtual International Authority File: 2322152139978311100007
- WorldCat: E39PBJfx4x8Rt99t6hHqjBgxjC